# شاينفلد
شاينفلد (بالألمانية: Scheinfeld) هي بلدة ألمانية تقع في ألمانيا في منطقة نويشتات آن دير آيش-باد فيندسهايم. يقدر عدد سكانها بـ 4,736 نسمة .

## أعلام
- ستيفن تاونسند